# Stazione di Fiumelatte
La stazione di Fiumelatte è una fermata ferroviaria posta sulla linea Tirano-Lecco, a servizio del centro abitato di Fiumelatte.

## Movimento
La fermata è servita dai treni regionali eserciti da Trenord che collegano Sondrio a Lecco, cadenzati a frequenza oraria.

## Strutture e impianti
Il fabbricato viaggiatori è un edificio a due piani in classico stile ferroviario, impreziosito dalle decorazioni in cotto tipiche della linea.
La stazione conta solo un binario per il servizio passeggeri.

## Servizi
La stazione dispone di:
- Sala d'attesa